# Conspiración de mujeres
Conspiración de mujeres es una película anglo-irlandesa de 1988, dirigida por Peter Greenaway. Ganó el premio de la mejor contribución artística del Festival Internacional de Cine de Cannes de 1988.

## Argumento
La trama de la película se centra en tres mujeres casadas, una abuela, su hija y su sobrina, cada una llamada Cissie Colpitts. A medida que avanza la historia, cada mujer ahoga sucesivamente a su esposo. Las tres Cissie Colpittses son interpretadas por Joan Plowright, Juliet Stevenson y Joely Richardson, mientras que Bernard Hill interpreta al forense, Madgett, quien es engatusado para encubrir, uno tras otro, los tres crímenes.
La estructura, con tres historias similares, recuerda a un cuento de hadas, más específicamente 'The Billy Goats Gruff', porque a Madgett se le promete una recompensa cada vez mayor mientras prueba suerte con cada una de los Cissies sucesivamente. El enlace con el folklore lo establece además el hijo de Madgett, Smut, quien recita las reglas de varios juegos inusuales que los personajes juegan como si fueran tradicionales. Muchos de estos juegos se inventaron para la película, incluidos:
- Abejas en los árboles
- Dawn Card Castles
- La captura de Deadman
- Vuelos de fantasía (o salto de tira inversa)
- El gran juego de la muerte
- Hangman 's Cricket
- Liebres y sabuesos]]
- Ovejas y Mareas

En Conspiración de mujeres, el conteo de números, las reglas de los juegos y las repeticiones de la trama son herramientas que enfatizan la estructura. A lo largo de la película, aparecen cada uno de los números del 1 al 100, la gran mayoría en secuencia, a menudo visto de fondo, a veces mencionados por los personajes.
La película está ambientada y fue filmada en los alrededores de Southwold, Suffolk, Inglaterra, con hitos clave como la torre de agua de estilo victoriano, el Faro de Southwold, y el estuario del  Río Blyth claramente identificables.

## Reparto
- Joan Plowright - Cissie Colpitts
- Juliet Stevenson - Cissie Colpitts
- Joely Richardson - Cissie Colpitts
- Bernard Hill - Madgett
- Jason Edwards - Smut
- Bryan Pringle - Jake
- Trevor Cooper - Hardy
- David Morrissey - Bellamy
- John Rogan - Gregory
- Paul Mooney - Teigan
- Jane Gurnett - Nancy
- Kenny Ireland - Jonah Bognor
- Michael Percival - Moses Bognor
- Joanna Dickens - Señora Hardy
- Janine Duvitski - Marina Bellamy

## Música
Según las instrucciones específicas de Greenaway, la partitura musical de la película de Michael Nyman se basa completamente en temas del lento movimiento de  Mozart ' Sinfonia concertante  en mi bemol, las barras 58 a 61 de las cuales se escuchan en su forma original inmediatamente después de cada ahogamiento. Greenaway alertó a Nyman sobre el potencial de esta pieza a fines de la década de 1970 y la había utilizado previamente como parte de la partitura de su  The Falls  y para El cocinero, el ladrón, su mujer y su amante y   Tristram Shandy .  "Trysting Fields" is the most complicated use of the material: every appoggiatura from the movement, and no other material from the piece, is used.[cita requerida]

## Acogida
Las revisiones de "Drowning by Numbers" fueron en su mayoría favorables, y la película obtuvo un índice de aprobación del 91% en Rotten Tomatoes. Roger Ebert, sin embargo, le dio al trabajo dos estrellas, elogiando sus paisajes como bellamente fotografiados pero también concluyendo: "Cuando terminó la película, no estaba seguro de por qué Greenaway lo hizo".